# Luis Simeón Hurtado
Luis Carlos Simeón Hurtado (Cerro de Pasco, 20 de septiembre de 1977) es un abogado y político peruano. Fue congresista de la república durante el periodo parlamentario 2020-2021. 

## Biografía
Nació en Cerro de Pasco, Perú, el 20 de septiembre de 1977, hijo de Teófilo Simeón Cajahuamán y Victoria Hurtado Torres. Cursó sus estudios primarios y parte de los secundarios en su ciudad natal terminando estos últimos en la ciudad de Huánuco. Entre 1996 y 2000 cursó estudios superiores de derecho en la Universidad de Huánuco. Asimismo, el año 2017 adquirió el grado de Magíster en Derecho Civil y Comercial por la Universidad Inca Garcilaso de la Vega. Ha desarrollado su labor profesional tanto en Lima como en Cerro de Pasco.

## Vida política
Miembro de Acción Popular desde el 2014, su primera participación política se dio en las elecciones municipales del 2014 cuando fue candidato acciopopulista a la alcaldía del distrito de Yanacancha sin éxito. En las elecciones generales del 2016 postuló al Congreso por el departamento de Huánuco sin obtener la representación. Asimismo, participó en las elecciones regionales del 2018 como candidato a gobernador regional de Pasco obteniendo sólo el 5.607% de los votos.

### Congresista
Luego participó en las elecciones parlamentarias extraordinarias del 2020 resultando elegido como congresista por Pasco. Durante su gestión ha participado en la presentación de 270 proyectos de Ley de las que 30 fueron promulgadas como leyes de la república. Asimismo, ha sido presidente de la Comisión de Transporte en la que presentó un proyecto para extender por diez años el permiso a todos los buses de Lima y Callao que incluía a las llamadas "combis". Simeón impulsó, asimismo, la ley que permitió la formalización de los llamados "colectiveros informales" apoyando abiertamente al gremio e incluso participando en una manifestación en la puerta del edificio del Congreso. Asimismo, en marzo del 2021 presentó un proyecto de ley para regular el uso indebido de medios tecnólógicos como las redes sociales, prohibiendo el uso de redes sociales a menores de 14 años.
Simeón se mostró a favor de la vacancia del presidente Martín Vizcarra durante los dos procesos que se dieron para ello, el segundo de los cuales terminó sacando al expresidente del poder. El congresista apoyó la moción siendo uno de los 105 parlamentarios que votó a favor de la vacancia del presidente Martín Vizcarra.